# SV Vitesse
SV Vitesse ist ein im Jahr 1967 gegründeter Fußballverein aus Antriòl auf der Insel Bonaire und spielt in der Saison 2015 in der Bonaire League, der höchsten Spielklasse des Fußballverbands von Bonaire. Der Verein konnte in seiner Historie sieben Meistertitel in der Bonaire League erringen, davon die ersten vier Titel unmittelbar in den Spielzeiten nach der Vereinsgründung.

## Erfolge
- Bonaire League[1]

Meister: 1967/68, 1968/69, 1969/70, 1970/71, 1980/81, 1990/91, 1993